# El regne de la por
"El regne de la por" (títol original en anglès "Realm of Fear") és el segon episodi de la sisena temporada de la sèrie de televisió de ciència-ficció estatunidenca Star Trek: La nova generació, i el 128è de tota la sèrie. Es va emetre originalment el 28 de setembre de 1992 en redifusió als Estats Units. L'episodi va ser escrit per Brannon Braga i dirigit per Cliff Bole
Ambientada al segle XXIV, la sèrie segueix les aventures de la tripulació de la nau de la Flota Estel·lar de la Federació Enterprise-D sota el comandament del capità Jean-Luc Picard. En aquest episodi, el tinent Reginald Barclay (interpretat per Dwight Schultz) té una por paralitzant del transportador i està convençut que està sent atacat per una criatura dins del raig.
La missió implica la trobada de l'Enterprise amb l'USS Yosemite, que està atrapat en un corrent de plasma i la tripulació del qual ha desaparegut. Això proporciona un teló de fons per explorar les pors de Barclay, mostrant una nova faceta d'un personatge que anteriorment estava orientat cap al relleu còmic.

## Argument
L'"Enterprise" arriba en ajuda de l'USS "Yosemite", un vaixell científic del qual diversos tripulants van desaparèixer en un accident de transportador. L'«Enterprise» no pot transportar els membres de la tripulació directament al «Yosemite» a causa d'interferències. El tinent Reginald Barclay suggereix enllaçar els sistemes de transport d'ambdues naus, cosa que els permet transportar-se una per una fins a Yosemite, però requereix un llarg procés de desmaterialització/materialització. Barclay, assignat com a part de l'equip, dubta a transportar-se i, en canvi, se'n va.
Barclay parla del tema amb la consellera Deanna Troi, que li ensenya tècniques de meditació betazoide per ajudar-lo a calmar-se. El cap de transport Miles O'Brien dóna consells a Barclay sobre com afrontar les seves pors, i li explica la seva pròpia por a les aranyes. Barclay és transportat sa i estalvi al Yosemite, on ajuda la tripulació a investigar. En el seu viatge de tornada, Barclay creu que veu criatures semblants a cucs al corrent de matèria que intenten apropar-se a ell i tocar-li el braç, però es materialitza a l'"Enterprise" sense patir danys. Decideix que pateix de psicosi dels transportadors, una malaltia rara. La seva paranoia obliga a Troi a declarar-lo inapte per al deure. Barclay demana a O'Brien que revisi els registres del transportador, i O'Brien està d'acord que hi va haver una estranya pujada durant el transport de Barclay. Barclay demana a O'Brien que el transporti de nou, recreant l'onada, i Barclay torna a veure les criatures del corrent de matèria.
Barclay convoca una reunió amb el personal sènior i explica les seves observacions. El capità Picard ordena una revisió exhaustiva dels sistemes de transport i dels que els han utilitzat recentment. Es descobreix que el braç de Barclay està fora de fase i un examen més detallat revela microbis que no van ser detectats pel biofiltre. Per eliminar els microbis, Barclay es torna a transportar, mantenint-lo al corrent de corrent, Barclay veu una de les criatures apropar-se a ell i en l'últim moment s'estén per agafar-la al seu cos. Quan es materialitza, un dels tripulants desapareguts de "Yosemite" es materialitza al seu costat. Barclay s'adona que les criatures cuc que queden al corrent de matèria són els membres de la tripulació desapareguts, que són rescatats ràpidament. La tripulació de l'"Enterprise" determina que una explosió prop del "Yosemite" durant el transport va fer que les persones quedessin atrapades. Més tard, Barclay i O'Brien es troben a Ten-Forward per parlar de la naturalesa de la por, i O'Brien mostra a un Barclay visiblement espantat la seva aranya mascota Christina.

## Repartiment i doblatge al català
La sèrie va ser doblada al català pels estudis Tramontana (primera part) i Soundtrack (segona part) i emesa a TV3 l’any 1991. Els dobladors de l'episodi foren:
| Personatge                    | Actor/actriu    | Veu en català      |
| ----------------------------- | --------------- | ------------------ |
| Jean-Luc Picard               | Patrick Stewart | Joan Crosas        |
| William Riker                 | Jonathan Frakes | Antoni Forteza     |
| Data                          | Brent Spinner   | Joaquim Sota       |
| Geordi La Forge               | LeVar Burton    | Aleix Estadella    |
| Worf                          | Michael Dorn    | Enric Arquimbau    |
| Beverly Crusher               | Gates McFadden  | Aurora Garcia      |
| Deanna Troi                   | Marina Sirtis   | Alicia Laorden     |
| Alyssa Ogawa                  | Patti Yasutake  | Maria Josep Guasch |
| Miles O'Brien                 | Colm Meaney     | Miquel Bonet       |
| Tinent Reginald 'Reg' Barclay | Dwight Schultz  | Francesc Figuerola |
| Tripulant del Yosemite        | Thomas Belgrey  | Jaume Villanueva   |

## Producció
Aquest episodi es va centrar en l'exploració de la tecnologia de transport fictícia del de l'univers Star Trek i les fòbies tecnològiques similar al personatge de la sèrie original Doctor McCoy que també va intentar evitar utilitzar-lo sempre que era possible. Els episodis d'accidents del transportador són un recurs argumental recurrent a tot l'univers Star Trek. L'escriptor Brannon Braga va comentar que l'episodi estava inspirat per la seva pròpia por a volar: "Certament va ser un dels meus episodis més personals. La gent d'aquí diu que sóc Barclay. Odio volar i d'aquí va sorgir la idea. Si visqués al segle XXIV, tindria por de transportar-me, així que vaig gaudir explorant algunes de les neurosis més profundes que tenia Barclay".
La història també és un homenatge a l'episodi tercer de la cinquena temporada ("Nightmare at 20,000 Feet") de la sèrie de misteri La dimensió desconeguda de 1963, en què un pacient d'un centre psiquiàtric (interpretat per William Shatner) pren un vol poc després del seu alliberament. S'adona d'un monstre a l'ala, però els altres passatgers no el creuen.

### Models i efectes
La "Yosemite" és una nau espacial de classe Oberth. El model d'aquesta classe de nau es va fer per a la pel·lícula Star Trek 3: A la recerca de Spock. Es va veure allà com l'USS Grissom i es va reutilitzar a Star Trek: La nova generació i a Star Trek: Deep Space Nine per representar diverses altres naus de la classe Oberth.
Per a les criatures del corrent de matèria del transportador, es van utilitzar titelles de mà dissenyades per Dan Curry i fetes per Carey Howe. Curry també controlava els titelles, amb una pantalla verda.

## Recepció
Keith DeCandido va qualificar "El regne de la por" a "tor.com" el 2012 com un episodi normal de "Star Trek: La nova generació". Li va agradar la interacció entre Barclay i O'Brien. També va trobar que l'ús intensiu de tecnoxerrameca en aquest episodi té sentit, ja que l'atenció se centra en la tecnologia fictícia del transportador. Finalment, però, DeCandido no va notar res de l'episodi que destaqués com a particularment positiu o negatiu.

## Llançaments
L'episodi es va publicar com a part de la caixa de la sisena temporada de "Star Trek: The Next Generation" en DVD als Estats Units el 3 de desembre de 2002.  Una versió remasteritzada en HD es va publicar en disc òptic Blu-ray el 24 de juny de 2014. El llançament més recent va ser el primer en disc Blu-ray, que va tenir lloc el 24 de juny de 2014.